# Pomeni imen asteroidov: 47001–48000
Pregled pomenov imen asteroidov (malih planetov) od številke 47001 do 48000, ki jim je Središče za male planete dodelilo številko in so pozneje dobili tudi uradno ime  v skladu z dogovorjenim načinom imenovanja. Pregled je preverjen z Schmadelovim “Slovarjem imen malih planetov” (“Dictionary of Minor Planet Names”). 
Pregled pojasnjuje izvor oziroma pomen imen asteroidov, ki ga je priznala Mednarodna astronomska zveza (IAU). Nekateri asteroidi imajo imajo dodatno pojasnilo o izvoru imena, ki pa vedno ni popolnoma zanesljivo (oznaka “†” ali “‡“). 
| Ime               | Začasna oznaka | Izvor imena |
| 47001–47100       | 47001–47100    | 47001–47100 |
| ----------------- | -------------- | --- |
| 47002 Harlingten  | 1998 UQ2       | Caisey Harlingten, čilski ljubiteljski astronom † |
| 47005 Chengmaolan | 1998 UP8       | Maolan Čeng, kitajski prvi direktor Astronomskega observatorija Pekig, član Kitajske akademije znanosti † |
| 47038 Majoni      | 1998 WQ2       | Vittore Majoni, italijanski inženir elektrotehnike, učitelj na srednji šoli in ljubiteljski astronom, ustanovni član Astronomske zveze Cortine d´Ampezzo (Astronomy Association of Cortina d´Ampezzo) in direktor Astronomskega observatorija Col Drusciè (Astronomical Observatory of Col Drusciè) † |
| 47044 Mcpainter   | 1998 WS7       | John D. McClusky, ameriški slikar, ustanovitelj Frederiksburške umetniške bratovščine v Fredericksburgu v Teksasu, ki je blizu kraja odkritja † |
| 47077 Yuji        | 1998 YC1       | Yuji Nakamura, japonski ljubiteljski astronom in inženir kemije, odkritelj kometa C/1990 E1 in ponovni odkritelj kometa 122P/de Vico † |
| 47086 Shinseiko   | 1999 AO3       | Šinseiko, prefektura Kanagava, najmlajše naravno jezero na Japonskem, nastalo je ob potresu leta 1923 † |
| 47101–47200       |                | |
| 47144 Faulkes     | 1999 PY        | Martin C. "Dill" Faulkes, britanski kozmolog in softwarski velekapitalist, ustanovitelj firme Dill Faulkes Educational Trust in projekta Faulkesov teleskop † |
| 47162 Chicomendez | 1999 TH6       | Chico Mendez, brazilski seringueiro (proizvajalec lateksa), ki se je boril proti onesnaženju amazonskega gozda, dobitnik svetovne Nagrade 500 leta 1987, ki jo podeljuje Okoljski program Združenih narodov †                                                                                         |
| 47164 Ticino      | 1999 TX13      | Ticino, kanton Švice, kjer je Observatorij Gnosca, kraj odkritja † |
| 47201–47300       |                | |
| 47293 Masamitsu   | 1999 WO        | Masamitsu Nakamura, japonski ljubiteljski astronom in medicinski tehnolog, soodkritelj kometa C/1994 N1 (Nakamura-Nishimura-Machholz) † |
| 47294 Blanský les | 1999 WM1       | Blanský les (Blanský gozd), južna Češka, kjer je gora Kleť † |
| 47301–47400       |                | |
| 47401–47500       |                | |
| 47501–47600       |                | |
| 47601–47700       |                | |
| 47701–47800       |                | |
| 47801–47900       |                | |
| 47901–48000       |                | |

| Predhodnik: 46001–47000 | Pomeni imen asteroidov Seznam asteroidov (47001-47250) Seznam asteroidov (47251-47500) Seznam asteroidov (47501-47750) Seznam asteroidov (47751-48000) | Naslednik: 48001–49000 |